# Collegio di Bolsover
Bolsover è un collegio elettorale inglese situato nel Derbyshire, nelle Midlands Orientali, e rappresentato alla Camera dei comuni del Parlamento del Regno Unito. Elegge un membro del parlamento con il sistema maggioritario a turno unico; l'attuale parlamentare è Natalie Fleet del Partito Laburista, che rappresenta il collegio dal 2024.

## Estensione
- 1950-1983: il distretto urbano di Bolsover e i distretti rurali di Blackwell e Clowne.
- 1983-2010: il distretto di Bolsover e i ward del distretto di North East Derbyshire di Morton, Pilsley, Shirland e Sutton.
- dal 2010: il distretto di Bolsover e i ward del distretto di North East Derbyshire di Holmewood and Heath, Pilsley and Morton, Shirland e Sutton.[1]

## Membri del parlamento
| Elezione | Elezione       | Deputato      | Partito      |
| -------- | -------------- | ------------- | ------------ |
|          | 1950           | Harold Neal   | Laburista    |
| 1970     | Dennis Skinner |               | Laburista    |
|          | 2019           | Mark Fletcher | Conservatore |
|          | 2024           | Natalie Fleet | Laburista    |

## Elezioni

### Elezioni negli anni 2020
| Partito                    | Partito                                           | Candidato                  | Risultati 4 luglio 2024 | Risultati 4 luglio 2024 |
| Partito                    | Partito                                           | Candidato                  | Voti                    | %                       |
| -------------------------- | ------------------------------------------------- | -------------------------- | ----------------------- | ----------------------- |
|                            | Laburista                                         | Natalie Fleet              | 17 197                  | 40,53                   |
|                            | Conservatore                                      | Mark Fletcher              | 10 874                  | 25,63                   |
|                            | Reform UK                                         | Robert Reaney              | 9 131                   | 21,52                   |
|                            | Verdi                                             | David Kesteven             | 3 754                   | 8,85                    |
|                            | Lib Dem                                           | David Hancock              | 1 478                   | 3,48                    |
|                            |                                                   |                            |                         |                         |
| Iscritti                   | Iscritti                                          | Iscritti                   | 77 334                  | 100,00                  |
| ↳ Votanti (% su iscritti)  | ↳ Votanti (% su iscritti)                         | ↳ Votanti (% su iscritti)  | 42 434                  | 54,87                   |
| ↳ Astenuti (% su iscritti) | ↳ Astenuti (% su iscritti)                        | ↳ Astenuti (% su iscritti) | 34 900                  | 45,13                   |
|                            |                                                   |                            |                         |                         |
|                            | Esito: collegio passa da Conservatore a Laburista |                            |                         |                         |

### Elezioni negli anni 2010
| Partito                    | Partito                                           | Candidato                  | Risultati 12 dicembre 2019 | Risultati 12 dicembre 2019 |
| Partito                    | Partito                                           | Candidato                  | Voti                       | %                          |
| -------------------------- | ------------------------------------------------- | -------------------------- | -------------------------- | -------------------------- |
|                            | Conservatore                                      | Mark Fletcher              | 21 791                     | 47,44                      |
|                            | Laburista                                         | Dennis Skinner             | 16 492                     | 35,90                      |
|                            | Brexit                                            | Kevin Harper               | 4 151                      | 9,04                       |
|                            | Lib Dem                                           | David Hancock              | 1 759                      | 3,83                       |
|                            | Verdi                                             | David Kesteven             | 758                        | 1,65                       |
|                            | Indipendente                                      | Ross Walker                | 517                        | 1,13                       |
|                            | Indipendente                                      | Natalie Hoy                | 470                        | 1,02                       |
|                            |                                                   |                            |                            |                            |
| Iscritti                   | Iscritti                                          | Iscritti                   | 75 157                     | 100,00                     |
| ↳ Votanti (% su iscritti)  | ↳ Votanti (% su iscritti)                         | ↳ Votanti (% su iscritti)  | 46 248                     | 61,54                      |
| ↳ Astenuti (% su iscritti) | ↳ Astenuti (% su iscritti)                        | ↳ Astenuti (% su iscritti) | 28 909                     | 38,46                      |
|                            |                                                   |                            |                            |                            |
|                            | Esito: collegio passa da Laburista a Conservatore |                            |                            |                            |

| Partito                    | Partito                                | Candidato                  | Risultati 8 giugno 2017 | Risultati 8 giugno 2017 |
| Partito                    | Partito                                | Candidato                  | Voti                    | %                       |
| -------------------------- | -------------------------------------- | -------------------------- | ----------------------- | ----------------------- |
|                            | Laburista                              | Dennis Skinner             | 24 153                  | 51,92                   |
|                            | Conservatore                           | Helen Harrison             | 18 865                  | 40,55                   |
|                            | UKIP                                   | Philip Rose                | 2 129                   | 4,58                    |
|                            | Lib Dem                                | Ross Shipman               | 1 372                   | 2,95                    |
|                            |                                        |                            |                         |                         |
| Iscritti                   | Iscritti                               | Iscritti                   | 73 489                  | 100,00                  |
| ↳ Votanti (% su iscritti)  | ↳ Votanti (% su iscritti)              | ↳ Votanti (% su iscritti)  | 46 519                  | 63,30                   |
| ↳ Astenuti (% su iscritti) | ↳ Astenuti (% su iscritti)             | ↳ Astenuti (% su iscritti) | 26 970                  | 36,70                   |
|                            |                                        |                            |                         |                         |
|                            | Esito: collegio confermato a Laburista |                            |                         |                         |

| Partito                    | Partito                                | Candidato                  | Risultati 7 maggio 2015 | Risultati 7 maggio 2015 |
| Partito                    | Partito                                | Candidato                  | Voti                    | %                       |
| -------------------------- | -------------------------------------- | -------------------------- | ----------------------- | ----------------------- |
|                            | Laburista                              | Dennis Skinner             | 22 542                  | 51,23                   |
|                            | Conservatore                           | Peter Bedford              | 10 764                  | 24,46                   |
|                            | UKIP                                   | Ray Calladine              | 9 228                   | 20,97                   |
|                            | Lib Dem                                | David Lomax                | 1 464                   | 3,33                    |
|                            |                                        |                            |                         |                         |
| Iscritti                   | Iscritti                               | Iscritti                   | 72 009                  | 100,00                  |
| ↳ Votanti (% su iscritti)  | ↳ Votanti (% su iscritti)              | ↳ Votanti (% su iscritti)  | 43 998                  | 61,10                   |
| ↳ Astenuti (% su iscritti) | ↳ Astenuti (% su iscritti)             | ↳ Astenuti (% su iscritti) | 28 011                  | 38,90                   |
|                            |                                        |                            |                         |                         |
|                            | Esito: collegio confermato a Laburista |                            |                         |                         |

| Partito                    | Partito                                | Candidato                  | Risultati 6 maggio 2010 | Risultati 6 maggio 2010 |
| Partito                    | Partito                                | Candidato                  | Voti                    | %                       |
| -------------------------- | -------------------------------------- | -------------------------- | ----------------------- | ----------------------- |
|                            | Laburista                              | Dennis Skinner             | 21 994                  | 50,00                   |
|                            | Conservatore                           | Lee Rowley                 | 10 812                  | 24,58                   |
|                            | Lib Dem                                | Denise Hawksworth          | 6 821                   | 15,51                   |
|                            | BNP                                    | Martin Radford             | 2 640                   | 6,00                    |
|                            | UKIP                                   | Ray Calladine              | 1 721                   | 3,91                    |
|                            |                                        |                            |                         |                         |
| Iscritti                   | Iscritti                               | Iscritti                   | 72 707                  | 100,00                  |
| ↳ Votanti (% su iscritti)  | ↳ Votanti (% su iscritti)              | ↳ Votanti (% su iscritti)  | 43 988                  | 60,50                   |
| ↳ Astenuti (% su iscritti) | ↳ Astenuti (% su iscritti)             | ↳ Astenuti (% su iscritti) | 28 719                  | 39,50                   |
|                            |                                        |                            |                         |                         |
|                            | Esito: collegio confermato a Laburista |                            |                         |                         |

### Elezioni negli anni 2000
| Partito                    | Partito                                | Candidato                  | Risultati 5 maggio 2005 | Risultati 5 maggio 2005 |
| Partito                    | Partito                                | Candidato                  | Voti                    | %                       |
| -------------------------- | -------------------------------------- | -------------------------- | ----------------------- | ----------------------- |
|                            | Laburista                              | Dennis Skinner             | 25 217                  | 65,16                   |
|                            | Lib Dem                                | Denise Hawksworth          | 6 780                   | 17,52                   |
|                            | Conservatore                           | Hasan Imam                 | 6 702                   | 17,32                   |
|                            |                                        |                            |                         |                         |
| Iscritti                   | Iscritti                               | Iscritti                   | 67 537                  | 100,00                  |
| ↳ Votanti (% su iscritti)  | ↳ Votanti (% su iscritti)              | ↳ Votanti (% su iscritti)  | 38 699                  | 57,30                   |
| ↳ Astenuti (% su iscritti) | ↳ Astenuti (% su iscritti)             | ↳ Astenuti (% su iscritti) | 28 838                  | 42,70                   |
|                            |                                        |                            |                         |                         |
|                            | Esito: collegio confermato a Laburista |                            |                         |                         |

| Partito                    | Partito                                | Candidato                  | Risultati 7 giugno 2001 | Risultati 7 giugno 2001 |
| Partito                    | Partito                                | Candidato                  | Voti                    | %                       |
| -------------------------- | -------------------------------------- | -------------------------- | ----------------------- | ----------------------- |
|                            | Laburista                              | Dennis Skinner             | 26 249                  | 68,66                   |
|                            | Conservatore                           | Simon Massey               | 7 432                   | 19,44                   |
|                            | Lib Dem                                | Marie Bradley              | 4 550                   | 11,90                   |
|                            |                                        |                            |                         |                         |
| Iscritti                   | Iscritti                               | Iscritti                   | 67 736                  | 100,00                  |
| ↳ Votanti (% su iscritti)  | ↳ Votanti (% su iscritti)              | ↳ Votanti (% su iscritti)  | 38 271                  | 56,50                   |
| ↳ Astenuti (% su iscritti) | ↳ Astenuti (% su iscritti)             | ↳ Astenuti (% su iscritti) | 29 465                  | 43,50                   |
|                            |                                        |                            |                         |                         |
|                            | Esito: collegio confermato a Laburista |                            |                         |                         |

## Risultati dei referendum

### Referendum sulla permanenza del Regno Unito nell'Unione europea del 2016
|             | Collegio | Lasciare UE % | Rimanere in UE % |
| ----------- | -------- | ------------- | ---------------- |
|             | Bolsover | 70,2%         | 29,8%            |
| Inghilterra | 53,3%    | 46,7%         |                  |
| Regno Unito | 51,9%    | 48,1%         |                  |